# Pohoi
Pohoi /po'-hoi, wild-sage people, Mooney/  ime od Komanča za Šošone, od kojih su neki adoptirani u Komanče. Ernest Wallace i Edward Adamson Hoebel u knjizi  'The Comanche' , kažu da su Pohoi skupina Wind River Šošona koja se priključila Komančima.